# Aleste 2
Aleste 2 (Japans: アレスタ２; ook wel Aleste 2: Neo Bio Cyber Shootin) is een door Compile ontwikkelde en in 1989 exclusief in Japan uitgegeven spel. Het spel is een zeer snelle verticale shooter. De speler moet naar het eind van het veld vliegen en wordt hierbij gehinderd door een groot arsenaal aan tegenstanders. Elk veld bevat een eindbaas. Het spel kan door maximaal één persoon gespeeld worden.

## Plot
Het spel speelt zich af in het jaar 2039, twee deccenia nadat de supercomputer DIA51 de aarde aanviel. Na een lange periode van herstel wordt de aarde wederom aangevallen door een buitenaards ras van plantachtige wezens genaamd "Vagand". In een poging om een geschikte voedingsbodem te vinden wordt een ruimtevaarder van de aarde vernietigd die bestuurd wordt door voormalig held Ray Waizen. Hun plan om de aarde binnen te vallen vormt een uitdaging door de nieuwste versie van de Aleste, bestuurd door Ellinor, de dochter van Ray en zijn vrouw Yuri. Ellinor zweert om haar vaders dood te wreken en persoonlijk een einde te maken aan Gaizel, de leider van de Vagand.

## Ontvangst
Het blad Retro Gamer koos Aleste 2 voor hun top 10 MSX-spellen. Ondanks dat alle drie Aleste MSX-titels werden gezien als de moeite waard, werd Aleste 2 specifiek gekozen vanwege het uiterlijk, een vrije wapenkeuze aan het begin, en de eerste titel van de reeks met terugkerend protagonist Ellinor.